# 塞巴斯蒂安·代斯勒
塞巴斯蒂安·代斯勒（Sebastian Deisler，1980年1月5日—）出生于德国的勒拉赫，是德国著名的足球运动员，曾被誉为新世纪德国足球的未来。
他司职右边前卫，职业生涯起始于德国足球俱乐部门兴格拉德巴赫，也曾是德国国家队中的一员，現已退役。
代斯勒在他年仅6岁时加入了FV Turmringen足球俱乐部。在他的职业生涯中，他不断对抗着膝部的伤病，他也因此而两次无缘世界杯。在因伤缺席德甲03-04赛季大半个赛季的联赛后，代斯勒患上了抑郁症。幸运的是，在他第一个孩子出生以后，他变得更加乐观了。然而，在2007年1月16日，代斯勒因无法忍受他不断受伤的膝盖而宣布退役，退役时，他年仅27岁。

## 俱乐部生涯

### 门兴格拉德巴赫
代斯勒从1995年开始为门兴格拉德巴赫俱乐部效力一直到1999年结束。他1998年开始进入一队，在98-99赛季中，门兴格拉德巴赫以第17位的成绩不幸降级，代斯勒在这个赛季中在联赛上陣17場及打入一个入球。在球队降级以后，代斯勒转投柏林赫塔，當時联赛前五的強隊。

### 柏林赫塔
代斯勒从1999年至2002年一直效力于德甲的柏林赫塔。在此期间，代斯勒为球队在德甲中出场57次并且打入9粒入球。在之后的两个赛季，代斯勒为球队在欧洲联盟杯中也出场了5次。遗憾的是，在此期间，他未能在欧洲赛场上取得任何进球。

### 拜仁慕尼黑
代斯勒从2002年开始为拜仁慕尼黑效力。拜仁并没有透露代斯勒转会所花的费用。然而，在几次伤病的影响下，四个赛季代斯勒的德甲出场总数仅为62场，一共打进8球。他在欧洲冠军杯的比赛中登场13次。在06-07赛季，他在拜仁仅仅获得了5次出场机会，其中只有一次在欧冠赛场。在下半赛季，代斯勒宣布退役。拜仁主席赫内斯表示，他到2009年6月30日结束的合同将被暂停而非取消，因为赫内斯认为，代斯勒能够重返赛场
。

## 国际赛生涯
代斯勒为德国国家队从2000年效力至2006年，进行了36场比赛并且打进了3粒入球。2000年2月23日代斯勒第一次为国家队登场，友谊赛的对手是荷兰国家队。2000年9月2日，代斯勒在对阵希腊的比赛中取得了他的第一个国家队入球。最终，德国以2比0获胜，获得了2002年世界杯的参赛资格。
由于伤病，代斯勒错过了2002年的世界杯、2004年欧洲杯以及2006年德国世界杯。他的最后一场国家队比赛是2006年3月1日对阵意大利国家队的友谊赛。

## 榮譽
拜仁慕尼黑
- 德國甲組聯賽冠軍：2003年、2005年、2006年；
- 德國足協盃：2003年、2005年、2006年；
- 德國聯賽盃：2001年、2004年；

德國國家隊
- 歐洲U-19足球錦標賽亞軍：1998年；
- 联合会杯季軍：2005年；

## 统计

### 俱乐部
| 俱乐部         | 赛季         | 联赛                 | 联赛 | 联赛 | 德国足协杯 | 德国足协杯 | 德國聯賽盃 | 德國聯賽盃 | 欧洲比赛 | 欧洲比赛 | 总计 | 总计 |
| 俱乐部         | 赛季         | 俱乐部               | 出场 | 进球 | 出场       | 进球       | 出场       | 进球       | 出场     | 进球     | 出场 | 进球 |
| -------------- | ------------ | -------------------- | ---- | ---- | ---------- | ---------- | ---------- | ---------- | -------- | -------- | ---- | ---- |
| 慕遜加柏       | 1998–99      | 德甲                 | 17   | 1    | 2          | 0          | —          | —          | —        | —        | 19   | 1    |
| 柏林赫塔       | 1999–2000    | 德甲                 | 20   | 2    | 1          | 0          | 3          | 0          | 9        | 0        | 33   | 2    |
| 柏林赫塔       | 2000–01      | 德甲                 | 25   | 4    | 1          | 0          | 3          | 0          | 6        | 0        | 35   | 4    |
| 柏林赫塔       | 2001–02      | 德甲                 | 11   | 3    | 1          | 0          | 3          | 1          | 1        | 0        | 16   | 4    |
| 柏林赫塔       | 总计         | 总计                 | 56   | 9    | 3          | 0          | 9          | 1          | 16       | 0        | 84   | 10   |
| 拜仁慕尼黑     | 2002–03      | 德甲                 | 8    | 0    | 2          | 0          | 0          | 0          | 0        | 0        | 10   | 0    |
| 拜仁慕尼黑     | 2003–04      | 德甲                 | 11   | 4    | 2          | 0          | 1          | 0          | 1        | 0        | 15   | 4    |
| 拜仁慕尼黑     | 2004–05      | 德甲                 | 23   | 4    | 4          | 0          | 2          | 2          | 5        | 0        | 34   | 6    |
| 拜仁慕尼黑     | 2005–06      | 德甲                 | 16   | 0    | 3          | 0          | 1          | 0          | 6        | 3        | 26   | 3    |
| 拜仁慕尼黑     | 2006–07      | 德甲                 | 4    | 0    | 0          | 0          | 0          | 0          | 1        | 0        | 5    | 0    |
| 拜仁慕尼黑     | 总计         | 总计                 | 62   | 8    | 11         | 0          | 4          | 2          | 13       | 3        | 90   | 13   |
| 拜仁慕尼黑二队 | 2003–04      | 德国足球南部地区联赛 | 4    | 1    | —          | —          | —          | —          | —        | —        | 4    | 1    |
| 职业生涯总计   | 职业生涯总计 | 职业生涯总计         | 139  | 19   | 16         | 0          | 13         | 3          | 29       | 3        | 197  | 25   |

1. 1 2 3 4 5  Appearances in the 欧洲冠军联赛
2. 1 2  Appearances in the 歐洲足協盃

### 国家队
| 国家队 | 年份 | 出場 | 入球 |
| ------ | ---- | ---- | ---- |
| 德國   | 2000 | 9    | 1    |
| 德國   | 2001 | 7    | 1    |
| 德國   | 2002 | 3    | 1    |
| 德國   | 2003 | 1    | 0    |
| 德國   | 2004 | 2    | 0    |
| 德國   | 2005 | 13   | 0    |
| 德國   | 2006 | 1    | 0    |
| 德國   | 總計 | 36   | 3    |

## 个人生活
代斯勒有一个来自巴西的女友尤尼斯·多斯·桑托斯·桑塔纳（Eunice Dos Santos Santana）和一个名为拉斐尔（Raphael）的孩子，但仍然是末婚。在2007年，他开始写一本书。.
他的教育程度为应用科学大学（德国教育的一种形式）水平，兴趣是篮球、食物、音乐以及电影。